# جوان كينغ
جوان كينغ (بالإنجليزية: Joanne King)‏ (و. 1983  م) هي ممثلة أيرلندية، ولدت في دبلن.

## وصلات خارجية
- جوان كينغ على موقع IMDb (الإنجليزية)
- جوان كينغ على موقع قاعدة بيانات الفيلم (الإنجليزية)
- جوان كينغ على موقع كينوبويسك (الروسية)

- جوان كينغ في قاعدة بيانات الأفلام على الإنترنت